# Tim Maia (álbum de 1970)
Tim Maia é o álbum de estreia do cantor e compositor brasileiro Tim Maia, lançado em junho de 1970 pela gravadora CBD-Philips, através do selo Polydor. As gravações aconteceram em agosto de 1969, e entre dezembro daquele ano e maio de 1970, nos estúdios Scatena, em São Paulo, e CBD, no Rio de Janeiro. O disco foi bem recebido pelo público, tendo alcançado excelentes vendagens que ajudaram no bom início da carreira do cantor carioca. Entre suas canções mais conhecidas estão "Coroné Antônio Bento", de João do Vale e Luiz Wanderley; "Eu Amo Você" e "Primavera (Vai Chuva)", ambas de Cassiano e Silvio Rochael; e "Azul da Cor do Mar".

## Antecedentes
Após voltar ao Brasil, Tim tinha conseguido a gravação por amigos de três canções suas: "O Durão", por Almir Ricardi; "Você", por Eduardo Araújo; e "Não Vou Ficar", por Roberto Carlos. Esta última havia sido um grande sucesso em seu lançamento, em dezembro de 1969. Além disso, o cantor havia conseguido lançar dois compactos: "Meu País" / "Sentimento", lançado pela Discos CBS em 1968; e "These Are the Songs" / "What Do You Want to Bet", lançado pela Fermata em 1969. Ambos com vendagens decepcionantes. Entretanto, a sorte do cantor carioca começou a mudar quando foi contratado pelo selo Polydor - que pertencia à gravadora CBD-Philips, cujo novo diretor artístico, Jairo Pires, conhecera Tim nas gravações de seu compacto pela CBS, quando Jairo era técnico de som. Além disso, Os Mutantes e Erasmo Carlos haviam feito propaganda de Tim para André Midani, o presidente da gravadora. Além disso, já na nova gravadora, Nelson Motta, que estava produzindo o novo disco de Elis Regina, havia ouvido a gravação de "Primavera (Vai Chuva)" feita por Tim e decidiu chamá-lo para mostrar canções suas a Elis. Assim, a cantora gaúcha gravou "These Are the Songs" em dueto com o cantor carioca no seu novo álbum. A gravação acabou rodando a gravadora e foi responsável pela empresa acelerar o processo de gravação de seu álbum.

## Gravação e produção
O álbum teve sessões iniciais em agosto de 1969 - no estúdio Scatena, em São Paulo - sob a produção de Arnaldo Saccomani, quando foram gravadas duas canções: "Jurema" e "Primavera (Vai Chuva)". Em dezembro de 1969, as gravações recomeçaram no mesmo estúdio, onde foram gravadas as bases instrumentais. Ao final, os vocais de Tim, os vocais de apoio e os arranjos de cordas e orquestra foram gravados nos estúdios CBD, no Rio de Janeiro, sob a produção de Jairo Pires.

## Resenha musical
O disco abre com uma mistura entre soul e baião, "Coroné Antônio Bento", canção de João do Vale e Luiz Wanderley que Os Diagonais cantavam em seus shows e que Tim adorou quando eles executaram durante um ensaio. Como o cantor carioca decidiu pelo seu registro em cima da hora, não houve tempo de Tim aprender a letra completa e Camarão é quem acabou cantando a segunda parte na gravação. Em seguida, vem "Cristina", um soul em parceria com Carlos Imperial que era inspirado pelos quadris da empregada de Maria Gladys, amiga de Tim. Após, vinha "Jurema", um funk de andamento rápido com o ritmo sendo pontuado por metais à la Motown e, também, uma canção dedicada a uma mulher. Depois, mais uma mistura de soul e baião em "Padre Cícero" que, com clima épico e heroico, conta a história do ícone religioso brasileiro.
O lado A fecha e o lado B abre com composições de Cassiano, "Você Fingiu", "Eu Amo Você" e o grande sucesso do disco, "Primavera (Vai Chuva)", todas contando com vocais de apoio dos Diagonais e arranjo de cordas românticas no estilo Isaac Hayes dos maestros Waltel Branco e Waldir Arouca Barros. É importante a menção, também, a "Azul da Cor do Mar", canção que Tim compôs quando estava morando de favor com amigos e passando por necessidades, inspirado em um poster de parede.

## Lançamento e recepção
O álbum foi lançado em junho de 1970 pela gravadora CBD-Philips, através do selo Polydor. Com boa divulgação, especialmente pelo compacto contendo "Primavera (Vai Chuva)" que teve excelente execução nas rádios, o disco teve uma vendagem muito boa, ultrapassando 200 mil cópias e rendendo um disco de ouro a Tim Maia.
Na época do lançamento, o crítico Carlos Vergueiro parabenizou Tim Maia pela interpretação de "Primavera" e considerou esta e outras nove faixas como as melhores de 1970.

## Legado
O LP foi eleito em uma lista da revista Rolling Stone Brasil como o 25º melhor disco brasileiro de todos os tempos.

## Faixas
| Lado A |                        |                               |         |  |
| N.º    | Título                 | Compositor(es)                | Duração |  |
| 1.     | "Coroné Antônio Bento" | João do Vale / Luiz Wanderley | 2:16    |  |
| 2.     | "Cristina"             | Carlos Imperial / Tim Maia    | 2:09    |  |
| 3.     | "Jurema"               | Tim Maia                      | 1:18    |  |
| 4.     | "Padre Cícero"         | Cassiano / Tim Maia           | 2:25    |  |
| 5.     | "Flamengo"             | Tim Maia                      | 2:06    |  |
| 6.     | "Você Fingiu"          | Cassiano                      | 4:04    |  |

| Lado B         |                            |                            |         |  |
| N.º            | Título                     | Compositor(es)             | Duração |  |
| 1.             | "Eu Amo Você"              | Cassiano / Silvio Rochael  | 4:07    |  |
| 2.             | "Primavera (Vai Chuva)"    | Cassiano / Silvio Rochael  | 2:15    |  |
| 3.             | "Risos"                    | Fábio / Paulo Imperial     | 2:39    |  |
| 4.             | "Azul da Cor do Mar"       | Tim Maia                   | 3:22    |  |
| 5.             | "Cristina Nº 2"            | Carlos Imperial / Tim Maia | 1:34    |  |
| 6.             | "Tributo a Booker Pittman" | Cláudio Roditi             | 2:48    |  |
| Duração total: | Duração total:             | Duração total:             | 31:01   |  |

## Certificações
| País   | Provedor | Certificação | Vendas            |
| ------ | -------- | ------------ | ----------------- |
| Brasil | ABPD     | Ouro         | : mais de 200 mil |

## Créditos
Ficha dada por Nelson Motta.

### Músicos
- Vocal: Tim Maia
- vocais de apoio: Os Diagonais (Amaro, Camarão e Cassiano); Fernando, Marcos, Malu Balona, Regininha e Dorinha Tapajós
- Violão: Tim Maia
- Guitarra: Cassiano
- Piano e Órgão elétrico: Carlinhos
- Baixo elétrico: Capacete (faixa 8) e Zé Carlos
- Vibrafone: Garoto da Portela
- Percussão: Guilherme Franco
- Bateria: Paulinho Braga

### Ficha Técnica
- Produção: Jairo Pires e Arnaldo Saccomani
- Masterização de áudio: Joaquim Figueira
- Técnicos de gravação: João Kibelstis, Marcus Vinicius, Célio Martins, Ary Carvalhães e João Moreira
- Estúdios: Scatena Studios de Som e Estúdios CBD
- Design gráfico: Aldo Luiz
- Arranjos: Tim Maia (arranjos de base), Waltel Branco (faixas 2, 6, 7, 9, 10 e 11), Waldir Arouca Barros (faixas 3 e 8) e Cláudio Roditi (faixa 12)